# Lois pénales (Irlande)
 (avril 2017).
Si vous disposez d'ouvrages ou d'articles de référence ou si vous connaissez des sites web de qualité traitant du thème abordé ici, merci de compléter l'article en donnant les références utiles à sa vérifiabilité et en les liant à la section « Notes et références ».
Les Lois pénales (anglais : Penal Laws, irlandais : Na Péindlíthe) étaient un ensemble de lois s'appliquant en Irlande imposées par le gouvernement britannique et qui retiraient tout pouvoir à la majorité catholique du pays.

## Contexte
Les Anglais gouvernèrent longtemps l'Irlande en adoptant diverses lois pour assurer leur pouvoir : en 1367, les statuts de Kilkenny cherchèrent à empêcher les descendants des anciens colons anglais d'adopter toute culture gaélique, et la loi Poynings de 1494 plaça le parlement irlandais sous la coupe du parlement anglais. Ces lois furent approuvées par le Saint-Siège. Mais la Réforme anglaise de 1533 à 1538 menée par Henry VIII introduisit une nouvelle division entre l'Irlande et l'Angleterre. En 1541, il publia la loi créant le nouveau royaume d'Irlande. Son fils, Édouard VI (qui régna de 1547 à 1553) fut totalement protestant mais sa doctrine politique fut publiée seulement juste avant sa mort puis la reine Marie Ire rétablit l'orthodoxie catholique entre 1553 et 1558, tout en réglant le problème des « comtés des Midlands ». Pendant son règne, il fut convenu en vertu du traité d'Augsbourg en 1555 que les sujets européens devraient respecter les croyances de leurs dirigeants (en latin,« Cujus regio, eius religio »). Elle épousa le futur roi Philipe II d'Espagne.

## Excommunication d'Élisabeth Ie
Les problèmes d'appartenances religieuses en Angleterre et en Irlande continuèrent à semer la confusion dans les premières années de règne d'Élisabeth Ire (qui régna de 1558 à 1603). Toutefois, 12 ans après son arrivée sur le trône, le pape Pie V l'excommunia comme hérétique en publiant, le 25 février 1570, la bulle pontificale Regnans in Excelsis. Cette bulle déclarait Élisabeth enfant illégitime et usurpatrice et donc incapable d'avoir pu hériter de la couronne. Il déclarait également sa déposition et interdisait strictement à tous les catholiques du monde entier d'obéir à ses lois ou de reconnaître, respecter ou obéir à toutes les personnes en poste d'autorité nommées par elle. Naturellement, cela créa des tensions entre elle et les catholiques pratiquants irlandais, qui étaient obligés d'obéir au Pape. Des décennies de guerres et de tensions s'ensuivirent jusqu'à sa mort en 1603. Son principal adversaire, Philippe II d'Espagne, encouragea les rébellions catholiques en Irlande dans les années 1570-1580 et se vit offrir la royauté de l'Irlande par certains importants chefs gaéliques en 1595, ce qu'il refusa. Chaque fois qu'elles cherchèrent un soutien en Europe, les grandes familles catholiques irlandaises, qu'elles soient gaéliques ou de vieille souche anglaise, se heurtèrent au fait qu'elles n'avaient jamais fourni à Rome un pape ou un cardinal.
Un certain nombre de complots, réels ou imaginaires, comme le complot de Ridolfi de 1570 et la conspiration des poudres de 1605 ne réussirent pas à tuer Élisabeth ni son successeur Jacques Ier. Plus ou moins soutenus par la papauté, ils provoquèrent une atmosphère de paranoïa officielle sur le fidélité au régime des catholiques, en tant que groupe religieux, aussi bien en Angleterre qu'en Irlande.
En Irlande, de nouvelles lois entrèrent en vigueur par la force à la fin des années 1500 coïncidant pour la première fois avec une volonté déterminée de mettre toute l'Irlande sous gouvernement et culture anglais (voir Reconquête de l'Irlande par les Tudors). La colonisation de parties de l'île dans les années 1600 avec les plantations d'Irlande incluait une législation anti-catholique qui eut un effet prononcé pendant deux siècles et s'acheva, en 1728, par la privation de leurs droits de la partie la plus riche de la majorité de la population irlandaise, qui était restée catholique, et de la plupart des colons écossais, qui étaient presbytériens, en faveur des membres de la beaucoup plus petite Église officielle d'Irlande. Même si les lois concernaient aussi les adeptes de l’Église presbytérienne d'Irlande (qui étaient concentrés en Ulster), leurs principales victimes furent les plus riches membres de l'Église catholique, dont les coreligionnaires représentaient plus des trois quarts des habitants de l'île. Il n'y eut pas de loi interdisant aux catholiques de se convertir à la religion d'État, mais relativement peu choisirent de le faire. Peu d'efforts furent tentés pour convertir les pauvres.

## Les lois de Jacques Ier, Charles Ieret Cromwell
Initialement, les monarques anglais furent prudents sur l'application des lois pénales à l'Irlande parce qu'ils avaient besoin du soutien des classes supérieures catholiques pour mater la rébellion  gaélique irlandaise pendant la guerre des Neuf Ans (1594-1603). En outre, une partie importante de l'aristocratie catholique d'ascendance anglaise avait toujours été fidèle à la domination anglaise en Irlande. Cependant, l'arrivée de Jacques Ier sur les trônes anglais et irlandais en 1603 et la victoire de la guerre de Neuf Ans s'accompagnèrent de la mise en vigueur d'une série de lois. La conspiration des poudres en 1605, organisée par un petit groupe de catholiques anglais, considérant aussi Jacques Ier comme hérétique, fournit une justification supplémentaire à des lois limitant les droits de tous les catholiques en Irlande, Écosse et Angleterre. En 1607, la Fuite des comtes allant chercher de l'aide catholique en Europe pour organiser une révolte aboutit à la plantation de l'Ulster.
À partir de 1607, les catholiques ne purent plus exercer de fonction publique ou servir dans l'armée. Cela signifiait que les membres du Conseil privé et les Lords justiciers - qui, avec le lord lieutenant d'Irlande, assuraient le gouvernement du pays, seraient à l'avenir protestants. En 1613, les circonscriptions de la Chambre des communes irlandaise furent modifiées pour donner une majorité aux colons protestants. En outre, les catholiques durent payer une amende en cas de non-participation aux services protestants. Les églises catholiques furent transférées à l'Église protestante d'Irlande. Le culte catholique, cependant, fut généralement tacitement toléré tant qu'il était célébré en privé de même que les prêtres mais les évêques (qui étaient généralement formés en Europe catholique) durent cacher leur présence dans le pays. En 1634, apparut la question des « Grâces », un impôt en faveur de Charles Ier (dont la femme, la reine Henriette-Marie de France, était catholique) fut voté par les propriétaires irlandais catholiques, étant sous-entendu que les lois puissent être réformées, mais une fois que l'impôt fut voté, le gouverneur refusa deux des 51 Grâces et le projet de loi fut bloqué par la majorité catholique de la Chambre des lords irlandaise.
Le ressentiment  des catholiques fut un des facteurs de la rébellion irlandaise de 1641 et de la création de la Confédération irlandaise en 1642 avec le soutien du pape, qui aboutit finalement à la conquête de l'Irlande par Cromwell en 1649-1653. Après l'Act of Settlement de 1652, les catholiques ne purent plus être membres du Parlement irlandais, les plus riches d'entre eux eurent la plupart de leurs terres confisquées en vertu de la Loi sur les aventuriers et furent interdits de séjour dans les villes pendant une courte période. Pour les partisans de Cromwell, tous les catholiques étaient, à leur tour, des hérétiques. Le clergé catholique fut expulsé du pays et menacé de mise à mort sur le champ lorsque l'un de ses membres était découvert. Beaucoup durent assister à des offices célébrés sur des rochers dans les campagnes. Dix-sept martyrs catholiques de cette époque ont été béatifiés en 1992.

## 1660-1693
Une grande partie des lois sur les pratiques des cultes et la possession de biens furent annulées lors de la Restauration anglaise par Charles II (1660-1685), en accord avec la Déclaration de Breda de 1660. En 1685, la décision de Louis XIV de chasser les Huguenots de France augmenta les inquiétudes des protestants en Europe. Après la fuite de Jacques II d'Angleterre vers l'Irlande après la Glorieuse Révolution de 1688, le Parlement patriote, à majorité catholique, abrogea complètement les lois des années 1650. Ces lois furent remises en vigueur lorsque les catholiques jacobites qui avaient pris le parti de Jacques II perdirent la guerre Williamite en 1689-1691.
La guerre s'acheva avec le Traité de Limerick signé par le jacobite Sarsfield et le williamite Ginkel en octobre 1691. Celui-ci stipulait dans son article 1, que: 
Les catholiques de ce royaume jouissent dans l'exercice de leur religion de privilèges compatibles avec les lois de l'Irlande ou comme ils en jouissaient sous le règne du roi Charles II et leurs majestés, dès que leurs affaires leur permettront de convoquer un parlement dans ce royaume, s'efforceront de procurer aux dits catholiques romains une sécurité renforcée en les protégeant de toute menace pouvant peser sur eux de par leur religion.
Toutefois, ces privilèges étaient conditionnés au prêt d'un serment de loyauté aux souverains britanniques, ce à quoi répugnait la plupart des catholiques en 1693, époque où la papauté commença à soutenir les Jacobites. Un petit nombre de propriétaires catholiques prêtèrent serment de fidélité et restèrent protégés mais la plupart ne le firent pas. Les concessions jacobites qui avaient été abandonnées, en particulier l'accord de Galway antérieur en 1691, qui prévoyait expressément que la gentry catholique des comtés de Galway et Mayo seraient exemptés des restrictions de propriété dans les années 1700 furent appliquées, bien qu'ils soient exclus de toute participation directe à la politique. 
Les articles 2 et 9 indiquaient que: 
2. …. sous la réserve que personne ne saurait profiter du bénéfice de cet article, s'il néglige ou refuse de prêter le serment d'allégeance créé par une loi du Parlement anglais, dans la première année du règne de Leurs Majestés actuelles quand ce serment leur sera requis.
9. Le serment prêté par les catholiques romains pour les soumettre au gouvernement de leurs majestés, est le serment susdit et aucun autre.
Au niveau européen, cette guerre faisait partie de la guerre de la Ligue d'Augsbourg, au cours de laquelle la papauté soutenait Guillaume III contre la France et faisait chanter un Te Deum d'action de grâce au Vatican après la bataille de la Boyne. Mais à partir de 1693, quand la papauté changea de politique et soutint Jacques II contre Guillaume III, la politique de Guillaume passa d'une certaine tolérance envers les catholiques à une plus franche hostilité. À ce moment-là, le roi Jacques II s'était installé à Saint-Germain en France, soutenu politiquement et financièrement par Louis XIV, l'ennemi de longue date de Guillaume et Mary. La religion devint alors un moyen simple de connaitre les familles de notables fidèles à la couronne puis servit de base politique aux lois pénales qui suivirent en Irlande.

## Règle de l'Ascendance (1691-1778)
Après l'échec de la reconquête par les catholiques du pouvoir et des terres en Irlande, ce qu'on appela plus tard l'ascendance protestante chercha à s'assurer une position dominante en faisant voter un certain nombre de lois visant à restreindre les activités religieuses, politiques et économiques des catholiques et des autres dissidents. Les lois les plus sévères furent introduites pour des raisons politiques pendant la longue guerre de Succession d'Espagne qui prit fin en 1714. Le Saint-Siège reconnut comme roi légitime de Grande-Bretagne et d'Irlande le fils de Jacques II, le Jacques François Stuart, surnommé le « Vieux Prétendant », jusqu'à sa mort en 1766 et les catholiques irlandais furent obligés de le soutenir. C'est lui également qui approuvait les nominations dans toute la hiérarchie catholique irlandaise où il trouvait ses partisans les plus fervents. Ces faits servirent de prétextes politiques pendant plusieurs décennies après 1695 pour l'adoption de nouvelles lois anticatholiques.
Parmi les lois pénales discriminatoires s'appliquant alors envers les catholiques et les dissidents, on peut citer: 
- Exclusion des catholiques de la plupart des fonctions publiques (à partir de 1607), les presbytériens étant également exclus des charges publiques à partir de 1707.
- Interdiction des mariages mixtes avec des protestants, loi abrogée en 1778. Les mariages presbytériens n'étaient pas reconnus juridiquement par l'État
- Interdiction pour les catholiques d'avoir des armes à feu ou de servir dans les forces armées (loi abrogée par la Militia Act de 1793)
- Impossibilité d'être membre du Parlement d'Irlande ou du Parlement de Grande-Bretagne à partir de 1652; loi annulée de 1662 à 1691; remise en vigueur de 1691 à 1829.
- Exclusion du droit de vote (Disenfranchising Act de 1728) loi abolie en 1793;
- Exclusion des professions juridiques et judiciaires; lois abrogées respectivement en 1793 et 1829.
- Interdiction d'enseignement à l'étranger (Education Act 1695), loi abrogée en 1782.
- Interdiction pour les catholiques d'entrer à Trinity College de Dublin, loi abrogée en 1793.
- À la mort d'un catholique, son légataire pouvait bénéficier de la conversion à l'Église d'Irlande. Selon le Popery Act, les terres en héritage d'un catholique devaient être également réparties entre tous ses fils sauf si le fils aîné se convertissait au protestantisme auquel cas il pouvait devenir le seul et unique héritier et les autres enfants ne pouvaient prétendre obtenir plus d'un tiers de la succession. Ce système fut aboli en 1600.
- Interdiction de convertir un protestant au catholicisme sous peine de se voir confisqué tous ses biens au profit du souverain et mis en prison selon son bon plaisir. En outre, perte de la protection du monarque.
- Interdiction aux catholiques d'acheter des terres avec un bail de plus de 31 ans, loi abrogée en 1778.
- Interdiction aux catholiques de garder des orphelins sous peine de verser 500 livres à l'hôpital Blue Coat à Dublin.
- Interdiction aux catholiques d'hériter de terres protestantes.
- Interdiction aux catholiques de posséder un cheval d'une valeur de plus de 5£ (ceci afin de garder les chevaux adaptés à l'activité militaire aux mains du pouvoir)
- Obligation pour les prêtres séculiers de s'inscrire auprès d'un magistrat pour pouvoir prêcher en vertu de la Registration Act de 1704, mais les prêtres des séminaires et les évêques n'eurent pas le droit de le faire jusqu'en 1778
- Construction, lorsque cela était permis, de nouvelles églises catholiques en bois et non en pierre et loin des routes principales.
- Interdiction à un catholique d'enseigner dans une école publique ou privée ou d'instruire la jeunesse au sein du royaume sous peine d'une amende de vingt livres et de trois mois de prison pour chaque contravention. Loi abrogée en 1782.
- Perte de tous les avantages payés par la Couronne pour alerter les autorités d'infractions perçues sur la population catholique dans la paroisse et le comté.

Les historiens ne s'entendent pas sur la façon exacte dont ces lois ont été appliquées. Le consensus est que leur mise en application dépendait de l'attitude des magistrats locaux, certains d'entre eux étant rigoureux, d'autres plus libéraux.

## Analyse
Le but apparent des lois pénales était de supplanter le catholicisme comme religion majoritaire en Irlande, et bien que le Livre de la prière commune ait été traduit d'abord en irlandais, en 1608, il n'y a jamais eu, jusqu'au XIXe siècle, de réel désir de convertir la majorité de la population à l'anglicanisme ou de faire du prosélytisme en irlandais. Ce manque d'efforts de la classe dirigeante protestante correspond à une logique économique, un plus grand nombre de pauvres protestants se traduirait par une perte de revenus pour les riches qui, par leurs dîmes à l'église locale fournissaient les revenus de la plupart des membres du clergé.
Le principal effet recherché par les lois pénales était de faciliter le transfert ou la dépossession de l'aristocratie terrienne catholique locale. En 1641, les catholiques détenaient 60 % des terres en Irlande et en 1776 seulement 5 %. Lors du recensement de 1735 quelque 30 % des Irlandais ont déclaré ne pas être catholiques. Il y a eu quelques cas de conversion du catholicisme au protestantisme, en particulier parmi la noblesse, généralement pour des considérations matérielles et garder intactes les propriétés familiales, la sincérité de telles conversions étant souvent remise en question. De nombreux enfants de la bourgeoisie catholique ont rejoint l'Europe continentale pour s'engager dans les Wild Geese ou poursuivre leurs études dans les écoles catholiques comme à Louvain. D'autres, avec l'argent qu'ils possédaient se lancèrent dans le commerce car ne pouvant acheter de terres à louer. Pour eux, le problème se limitait à l'exclusion de nombreuses professions, la médecine étant une exception rare. Ils furent interdits de vote entre 1728 et 1793.
La grande majorité de la population, des fermiers pauvres ou des salariés agricoles, perdirent effectivement leurs biens à cause des lois pénales de 1695, mais à partir de 1800, ces lois ne purent plus être données comme raison plausible à leur pauvreté. Le système de la dîme avait plus de conséquence pour eux qui devaient payer un pourcentage de leur revenu à l'église anglicane locale et subvenir aux besoins de leur prêtre catholique.
Pour les prêtres des paroisses catholiques, les lois de 1695 furent plus restrictives, mais contrairement à ce qui se passa sous l'administration de Cromwell dans les années 1650, ils pouvaient s'inscrire auprès des magistrats locaux et prêcher, ce qui fut interdit aux ordres religieux et aux évêques jusqu'en 1778. De nouvelles églises furent construites légalement, généralement loin des routes principales. Le dernier prêtre à être exécuté fut Nicolas Sheehy en 1766, non pour ses prêches, mais pour son agitation politique.
Au cours de la rébellion jacobite de 1745 en Écosse, le vice-roi, Lord Chesterfield, suspendit les lois pénales pendant plusieurs mois pour s'assurer que les Jacobites irlandais ne participent pas à la révolte. Ce fut un succès, ce qui souligne que Londres voyait ces lois d'un point de vue politique et non pas religieux. Pendant la Révolution américaine (1775-1783), le gouvernement de Londres chercha à soutenir les catholiques pour contrebalancer le poids des patriotes, tolérant ainsi que Nano Nagle crée son couvent le jour de Noël 1777.
Certains grands propriétaires terriens catholiques tels que le comte d'Antrim n'ont pas été touchés par les lois pénales et sont toujours propriétaires de leurs terres ancestrales aujourd'hui. Les vicomtes de Gormanston ont été propriétaires des leurs dans le comté de Meath jusqu'en 1950. D'autres, d'origine gaéliques, tels que les seigneurs Inchiquin (descendants de Brian Boru), ou vieux anglais comme les Lords Dunsany et vicomtes Dillon, ont conservé leurs terres en se convertissant au protestantisme.
Les historiens ne s'entendent pas sur le fait de savoir si les lois pénales étaient un outil de politique ou de répression religieuse. Certains prétendent (par exemple Eamonn O Ciardha) qu'elles étaient destinées à rendre les catholiques irlandais impuissants et transférer le pouvoir politique dans les mains d'une classe anglicane de colons anglais. La plupart des écoles irlandaises affiliées à l’Église catholique ont tendance à insister sur l'aspect religieux des lois pénales et à estimer qu'elles ont été observées à la lettre. La plupart des écoles non catholiques ont tendance à considérer les lois comme une question politique qui a échoué, s'est trop longtemps prolongée et a ensuite été abandonnée comme avec les autres répressions religieuses européennes (voir l'histoire des Whigs).

## Les comités catholiques
À partir de 1758, avant la mort de Jacques III, des groupes de nobles et de commerçants catholiques travaillèrent à l'abrogation des lois pénales et à l'acceptation du gouvernement hanovrien anglais. Ils se trouvaient en situation limite. Une tentative antérieure, en 1727, avait rencontré une forte opposition du mouvement jacobite qui s'était opposé à toute négociation avec les Hanovriens qu'ils considéraient comme des usurpateurs. En 1760, d'éminents catholiques tels que Lord Trimlestown et Charles O'Conor de Belanagare persuadèrent des protestants parmi les plus libéraux qu'ils ne représentaient aucune menace politique et que des réformes devaient suivre. Des évènements à l'étranger dans les années 1760, tels que la fin de la guerre de Sept Ans, la mort du Vieux Prétendant (1766), le nouveau « Siècle des Lumières » et la suppression de la Compagnie de Jésus par les rois catholiques d'Europe, tout semblait confirmer leur point de vue.

## Les réformes progressives et l'émancipation 1778-1869
À la mort du Vieux Prétendant en janvier 1766, le Saint-Siège reconnut la dynastie de Hanovre comme légitime, le principal prétexte politique pour justifier les lois pénales disparut et un lent processus d'émancipation des catholiques commença avec l'abrogation de certaines des lois par les Catholic Relief Acts de 1771, 1778 et 1793. Cependant, le rythme lent de ces réformes fit que la question de la discrimination religieuse continua de dominer la vie politique irlandaise et fut une constante source de division. Dans un geste de bonne volonté, John Carpenter, l'archevêque titulaire de Dublin, théoriquement toujours en position illégale, fut invité à rejoindre la Royal Dublin Society en 1773.
Une loi irlandaise de 1774 permit à tout sujet de George III « de toute conviction de lui témoigner de sa fidélité ». L'Acte de Québec de 1774 fut perçu comme un encouragement hors de l'Irlande, avec le rétablissement par le parlement anglais des droits religieux dans la partie principale du Canada, suivi en Grande-Bretagne et en Irlande par le Catholic Relief Act de 1778. Le Carlow College, un grand séminaire catholique, fut ouvert en 1782.
À partir de 1782, des politiciens protestants réformistes irlandais comme Henry Grattan, John Philpot Curran, William Ponsonby et Frederick Hervey, un évêque protestant, ajoutérent leur voix à ces demandes de réformes. À la Chambre des communes anglaise, le député irlandais Edmund Burke les encouragea également mais il dut faire face au ressentiment des anti-catholiques, ressentiment qui explosa lors des émeutes de Gordon de 1780.
En 1792, William Fitzgerald, 2nd duc de Leinster, frère aîné de Lord Edward Fitzgerald, créa l' « Association des amis de la liberté » dont le programme voulait autoriser les catholiques à être membres de la Chambre des communes irlandaise. Ils ne  purent pas convaincre suffisamment de députés protestants à aller au-delà du Relief Act de 1793, autorisant les catholiques à acheter des terres en pleine propriété, à devenir grands jurés et avocats, à étudier au Trinity College de Dublin et à voter s'ils détenaient une propriété d'une valeur locative d'au moins 2 £ par an (ce qu'on appelle le «Quarante-freeholders shilling"). Une majorité de députés irlandais était encore réticente à la réforme et l’Irish 1793 Act dut être encouragée par le gouvernement britannique qui avait déjà fait voter le Roman Catholic Relief Act de 1791.
Les opposants aux concessions aux Catholiques prétendaient que lorsque ces concessions seraient accordées, elles auraient des conséquences négatives pour le gouvernement. La loi sur la milice de 1793, loi très impopulaire, supprima l'interdiction de la détention d'armes à feu par les catholiques pour permettre leur enrôlement forcé dans la milice, mais n'autorisait pas leur admission dans les rangs des officiers. Toutefois, les catholiques les plus riches ne s'y opposèrent pas car c'était pour eux une nouvelle preuve de leur intégration progressive dans la société.
La France déclara la guerre à la Grande-Bretagne et à l'Irlande en février 1793 et la guerre passa avant les nouvelles réformes. Comme le gouvernement français s'opposa au Saint-Siège à partir de 1790 et que les prêtres catholiques irlandais avaient souvent été formés en France, le Premier ministre William Pitt finança la fondation du Séminaire Saint-Patrick de Maynooth en 1795. La politique républicaine françaises de « déchristianisation » dans les années 1790-1801, fut souvent semblable à la lutte de Cromwell contre les catholiques en Irlande dans les années 1650. En 1795, le nouveau vice-roi, le comte de Fitzwilliam proposa l'émancipation politique à part entière comme l'avait suggéré Grattan mais son projet de loi fut repoussé dans les semaines qui suivirent par les faucons de l'administration irlandaise.
La lenteur des réformes fut un des facteurs qui conduisit de nombreux réformateurs désespérant d'un changement pacifique, en particulier l'absence de réforme sur la dîme, à la rébellion échouée de 1798. Pendant la révolte, tous les évêques catholiques irlandais soutinrent le gouvernement. L'adoption subséquente de l’Union Act de 1801 était censée pouvoir apporter l'émancipation des catholiques car elle transférait le pouvoir des mains de la classe dirigeante protestante irlandaise au Parlement de Londres. Cette loi fut acceptée par la plupart des ministres britanniques, dont William Pitt, qui démissionnèrent quand elle fut repoussée. George III veillait personnellement à s'opposer à tout changement au cours de son règne.

## Émancipation
Les discussions pour permettre aux catholiques de siéger au Parlement se poursuivirent après l’Act of Union de 1801, appuyées par des députés libéraux tels que Henry Grattan. Les divergences portaient sur le « veto », à savoir si le gouvernement pourrait ou ne pourrait pas mettre son veto à la nomination d'un évêque après avoir été approuvée par le pape. En mai 1823, Daniel O'Connell créa l'Association catholique et milita pour l'émancipation des catholiques, but qui fut largement atteint en 1829 et profita principalement aux classes moyennes. Alors que cette réforme était considérée comme tardive par les catholiques irlandais, il faut savoir que les députés juifs furent interdits en Irlande jusqu'en 1858 et les athées jusqu'en 1886.
La loi permit également de nommer des juges et des hauts fonctionnaires catholiques. Comme pour l'élection des députés, ceux qui bénéficièrent le plus de ces lois furent les catholiques les plus instruits et les plus riches. La même classe de catholiques profita de la réforme de la Loi de 1840 sur la ville et les conseils municipaux pour participer aux administrations locales. Mais pour la majorité des catholiques irlandais vivant à la campagne, la suppression de la dîme était toujours la revendication principale.

## Réforme de la dîme
L'obligation pour les catholiques et les autres groupes religieux de payer la dîme à l'Église protestante resta en vigueur jusqu'à sa suppression en 1869 et l'émancipation des catholiques fut rapidement suivie par une période de résistance violente connue comme la « guerre de la dîme » (Tithe War). À partir de 1840, la dîme ne fut plus payée par les fermiers mais par les propriétaires qui furent autorisés à augmenter leurs loyers pour compenser la différence. L'Église catholique fit à nouveau parler d'elle dans les années 1840 lorsqu'elle s'unit avec les Églises protestantes pour s'opposer à l'intégration des étudiants de différentes religions dans les nouvelles écoles et, dans les années 1850, un débat eut lieu pour savoir si certaines universités   devaient être mixtes ou réservées aux catholiques.

## Référence
- (en) Cet article est partiellement ou en totalité issu de l’article de Wikipédia en anglais intitulé « Penal Laws (Ireland) » (voir la liste des auteurs).